# Class of '07
Ne doit pas être confondu avec Class of '09.
Class of '07 est une série télévisée australienne créée par Kacie Anning, diffusée le 17 mars 2023 sur Prime Video.

## Synopsis
Un raz de marée apocalyptique frappe une île pendant la réunion des 10 ans d'un lycée pour filles. Le groupe doit trouver un moyen de survivre sur le sommet de l'île de leur ancien campus de lycée, tout en faisant face au drame du vieux lycée,.

## Distribution
- Emily Browning (VF : Geneviève Doang) : Zoe
  - Julia Savage (en) : Zoe jeune
- Megan Smart (VF : Victoria Grosbois) : Amelia
  - Holly Simon : Amelia jeune
- Caitlin Stasey (VF : Alexia Papineschi) : Saskia
  - Shay Cohen : Saskia jeune
- Claire Lovering (VF : Bénédicte Bosc) : Geneviève
- Emma Horn (VF : Flora Kaprielian) : Renée
- Steph Tisdell (VF : Vanessa Van-Geneugden) : Phoebe
- Sana'a Shaik (VF : Alice Orsat) : Teresa
- Rose Flanagan (VF : Lutèce Ragueneau) : Laura
- Chi Nguyen (VF : Charlotte d'Ardalhon) : Megan
- Bernie Van Tiel (VF : Déborah Claude) : Tegan
- Sarah Krndija (VF : Zina Khakhoulia) : Sandy
- Debra Lawrance (en) : Sœur Bicky

 Source et légende : version française (VF) sur RS Doublage

## Épisodes
1. Fiente de colombe (Bird Shit)
2. Les Pancakes de la colère (Pancake Rage)
3. Teubées (Dumb Dumbs)
4. La Roue de la Fortune (Soul-Crushing-Cycle)
5. Le Procès de Saskia (The People Vs Saskia)
6. Utopie
7. On s'éclate comme en 1999 (Party Like it's 1999)
8. La Sentence est irrévocable (The Tribe Has Spoken)